# Dalkurd Fotbollsförening
Il Dalkurd Fotbollsförening, meglio noto come Dalkurd FF o semplicemente Dalkurd, è una società calcistica svedese che oggi ha sede nella città di Uppsala.

## Storia
Il club è nato il 26 settembre 2004 a Borlänge, su iniziativa di alcuni abitanti di origine curda. Lo stesso logo del club richiama la bandiera del Kurdistan, così come la denominazione sociale combina il nome della regione del Dalarna alla parola "kurd". L'intento era quello di creare un progetto sociale rivolto ai giovani del posto, con un aiuto economico da parte della locale squadra dell'IK Brage (all'epoca militante in Superettan). La rosa del primo anno presentava un'età media di 16,4 anni.
Dal 2005 al 2009 è sempre arrivato primo nei rispettivi campionati, potendo compiere una rapida scalata dalla Division 6 alla Division 1, ovvero il terzo livello del campionato svedese. Nei suoi primi 4 anni di vita, il Dalkurd ha vinto 68 delle 75 partite disputate, e ha avuto una differenza reti positiva di 421 reti.
Nel 2013 il club ha sfiorato la prima promozione in seconda serie della sua storia, qualificandosi per il doppio spareggio contro l'IFK Värnamo, terzultimo nella Superettan di quell'anno. Nella gara di andata è stato il Dalkurd a vincere per 1-0 tra le mura amiche, ma al ritorno è arrivata una netta sconfitta per 5-1.
Il 24 marzo 2015 la squadra, terminato uno stage in Catalogna, avrebbe dovuto imbarcarsi sul volo Germanwings 9525 tragicamente precipitato sulle Alpi francesi il giorno stesso. L'attesa da sostenere allo scalo di Düsseldorf era stata giudicata eccessiva, così giocatori e staff hanno preferito cambiare la prenotazione rientrando in Svezia dividendosi su tre aerei con destinazione Zurigo e Monaco di Baviera, evitando inconsapevolmente di rimanere coinvolti nel disastro.
La prima storica promozione in Superettan, sfumata due anni prima, si è concretizzata nel corso del campionato di Division 1 2015, vinto dal Dalkurd con 14 punti di vantaggio sulla seconda in classifica.
Il 28 ottobre 2017, alla penultima giornata del campionato di Superettan 2017, il Dalkurd ha compiuto un ulteriore salto di categoria arrivando a conquistare la promozione alla Allsvenskan per la prima volta nei 13 anni di storia del club.
Prima di iniziare la sua prima stagione nella massima serie, il Dalkurd ha dato l'addio alla cittadina di Borlänge, in polemica con la locale amministrazione comunale, per giocare temporaneamente a Gävle in attesa del completamento dei lavori di rifacimento dello Studenternas IP di Uppsala. L'avventura nel più alto campionato nazionale è durata solo un anno, visto che la squadra ha chiuso l'Allsvenskan 2018 al penultimo posto ed è quindi scesa in Superettan. Nel frattempo, le casse della società hanno perso l'apporto dell'investitore Kawa Junad Rekani e di alcuni sponsor chiave.
Dopo il piazzamento di metà classifica nella Superettan 2019, il Dalkurd nel campionato 2020 si è classificato terzultimo ed è ulteriormente retrocesso al termine degli spareggi salvezza contro il Landskrona BoIS, finendo dunque in terza serie, salvo poi tornare in Superettan dopo un solo anno grazie agli spareggi vinti contro il GAIS. Il ritorno in seconda serie, tuttavia, è stato breve dato che ha terminato la Superettan 2022 all'ultimo posto.
Al termine del campionato di Ettan 2023, chiuso al terzo posto in classifica nel raggruppamento nord, al Dalkurd è stata negata la concessione della licenza d'élite per partecipare al campionato dell'anno seguente per via della mancanza dei requisiti relativi alle condizioni finanziarie. A causa di questa decisione, il club ha dovuto affrontare la stagione 2024 nella quarta serie svedese.

## Stadio
Fino al 2017, il club ha giocato le proprie partite casalinghe al Domnarvsvallen, stadio da circa 6 500 posti condiviso con l'altra squadra cittadina, l'IK Brage.
Nell'intera stagione 2018 e in gran parte della stagione 2019, il club si è allenato a Uppsala e ha disputato le proprie gare interne al Gavlevallen di Gävle, in attesa che fossero finiti i lavori di costruzione del nuovo Studenternas IP proprio a Uppsala. La prima partita disputata a Uppsala è stata il 3 novembre 2019, in occasione della 30ª e ultima giornata del campionato di Superettan 2019.

## Palmarès

### Competizioni nazionali
- Division 1: 1

2015
- Division 2: 1

2009

### Altri piazzamenti
- Superettan:

Secondo posto: 2017
- Division 1:

Secondo posto: 2013
Terzo posto: 2014

## Organico

### Rosa 2020
Aggiornata al 3 maggio 2020.
| N. |                    | Ruolo | Calciatore            |
| -- | ------------------ | ----- | --------------------- |
| 1  | Svezia (bandiera)  | P     | Filip Anger           |
| 2  | Svezia (bandiera)  | D     | Johan Falkmar         |
| 3  | Svezia (bandiera)  | D     | Adi Terzić            |
| 4  | Svezia (bandiera)  | D     | John Stenberg         |
| 5  | Svezia (bandiera)  | C     | Samuel Leach Holm     |
| 6  | Svezia (bandiera)  | C     | Suleman Zurmati       |
| 8  | Svezia (bandiera)  | C     | Emil Berger           |
| 9  | Svezia (bandiera)  | A     | Arian Kabashi         |
| 10 | Nigeria (bandiera) | A     | John Junior Igbarumah |
| 11 | Bermuda (bandiera) | C     | Willie Clemons        |
| 12 | Svezia (bandiera)  | P     | Jonathan Constantinou |
| 13 | Svezia (bandiera)  | C     | Hampus Finndell       |
| 14 | Svezia (bandiera)  | C     | Gustav Berggren       |
| 15 | Svezia (bandiera)  | D     | Daniel Stensson       |
| 17 | Svezia (bandiera)  | C     | Julius Brekkan        |

| N. |                                 | Ruolo | Calciatore                |
| -- | ------------------------------- | ----- | ------------------------- |
| 19 | Svezia (bandiera)               | A     | Eminn Ghozzi              |
| 20 | Svezia (bandiera)               | C     | Oliver Granberg           |
| 21 | Svezia (bandiera)               | D     | Christoffer Styffe        |
| 22 | Svezia (bandiera)               | D     | Oscar Danielsson          |
| 23 | Svezia (bandiera)               | C     | Arash Motaraghebjafarpour |
| 24 | Svezia (bandiera)               | C     | Filip Sjöberg             |
| 25 | Svezia (bandiera)               | D     | Malkolm Moënza            |
| 33 | Bosnia ed Erzegovina (bandiera) | D     | Irfan Jašarević           |
| 77 | Kosovo (bandiera)               | A     | Patriot Sejdiu            |
| 90 | Nigeria (bandiera)              | A     | Henry Offia               |
| 92 | Albania (bandiera)              | A     | Liridon Selmani           |
|    | Iraq (bandiera)                 | C     | Haron Ahmed Zubair        |
|    | Iraq (bandiera)                 | A     | Farhan Shakor             |
|    | Svezia (bandiera)               | A     | Omar Eddahri              |